# دار العلوم لندوة العلماء
دار العلوم لندوة العلماء هي مدرسة إسلامية في لكهنؤ، بالهند. أسستها ندوة العلماء، وهي مجلس من العلماء المسلمين، في 26 سبتمبر 1898.
تستقطب هذه المؤسسة التعليمية عدداً كبيراً من الطلاب المسلمين من جميع أنحاء العالم. تضم ندوة العلماء مجموعة متنوعة من العلماء وطلبة العلم من الحنفية (المذهب السائد) والشافعية وأهل الحديث. وهي أحد المعاهد القليلة جدًا في المنطقة التي تدرس العلوم الإسلامية بالكامل باللغة العربية.

## التاريخ
تأسست ندوة العلماء بهدف جمع كل طوائف الإسلام بغض النظر عن بعض اختلافاتهم في المعتقدات.
وسميت بهذا الاسم لأنها تشكلت من مجموعة من العلماء المسلمين الهنود من مدارس دينية مختلفة. دار العلوم هي الهيئة التعليمية لندوة العلماء والتي تأسست في كانبور في عام 1893. ثم نُقلت إلى لكناو في عام 1898 ثم أضافوا إلى المنهج الإسلامي العلوم الحديثة والرياضيات والتدريب المهني وقسم اللغة الإنجليزية.
في 2 سبتمبر 1898، نُقل مكتب جمعية علماء الدين إلى لكناو. بدأت دار العلوم ندوة العلماء في 26 سبتمبر 1898.

## الإدارى
يشغل مدير ندوة العلماء منصب مستشار دار العلوم. في عام 2000، أصبح محمد الرابع الحسني الندوي مستشارًا لدار العلوم.
كان حفيظ الله أعظمي أول مدير لدار العلوم ندوة العلماء. في عام 2000، أصبح سعيد الرحمن الأعظمي الندوي مديرًا للدار.

## المنشورات
- الندوة، أول مجلة شهرية باللغة الأردية
- الضياء، أول مجلة شهرية عربية
- البعث الإسلامي، مجلة عربية شهرية حالية
- الرائد، مجلة عربية نصف شهرية حالية
- تعمير الحياة، مجلة أردية تصدر كل أسبوعين
- ساشا راهي، مجلة هندية.[8]
- عطر الشرق، مجلة إنجليزية.[9]

## أبرز الخريجين
يُشار عادةً إلى خريجي دار العلوم ندوة العلماء باسم الندوي. ومن بين الخريجين:
- أبو الحسن الندوي
- واضح رشيد الحسني الندوي
- إجْتِبَا النُّدُوي
- منة الله رحماني
- محمد أكرم الندوي
- محمد الرابع الحسني الندوي
- سجاد نعماني
- شهاب الدين الندوي
- عبد الرحمن كاشغري الندوي
- سلطان زوق الندوي
- سليمان الندوي
- سيد احتشام أحمد الندوي
- والي حسن تونكي
- ياسين مظهر صديقي
- سلمان الحسيني الندوي
- شهاب الدين الندوي

## روابط خارجية
- الموقع الرسمي
 (بالأردية)